# Хрестові походи на Смірну
Хрестові походи на Смірну (італ. Crociate di Smirne; тур. İzmir Haçlı Seferi) — два хрестові походи, що відбулися в 1343-1351 роках, спрямовані проти піратської діяльності Умура, правителя емірату Айдин. Їх було ініційовано папою Климентом VI, а головною метою було прибережне портове місто Смірна в Малій Азії, що служило для Умура базою.
Загроза турецького піратства змушувала попередників Климента, Івана XXII і Бенедикта XII, утримувати в Егейському морі флот з чотирьох галер, але починаючи з 1340-х років Климент прагнув організувати повномасштабну військову експедицію. Папа доручив Генріху Асті, католицькому патріарху Константинополя, створити лігу, до якої знову увійшли Гуго IV (король Кіпру) і госпітальєри з Родосу, а 2 листопада 1342 року Папа надіслав листи у Венецію для залучення її до ліги. Папську буллу з оголошенням Хрестового походу (Insurgentibus contra fidem) опубліковано 30 вересня.
Перший хрестовий похід на Смірну почався з морської перемоги і 28 жовтня 1344 року завершився успішним нападом на Смірну, з захопленням гавані і приморської цитаделі. 17 січня 1345 року Генріх Асті вирішив провести месу в занедбаній споруді, що на його думку була давнім собором Смірни. Посеред служби Умур напав на молільників. В ході бійні лідерів хрестового походу було вбито.
Ненадійне становище хрестоносців у Смирні спонукало Папу організувати 1345 року другу експедицію. В листопаді під командуванням Гумберта II В'єннського з Венеції вирушив Другий хрестовий похід на Смірну. У лютому 1346 року хрестоносці здобули перемогу над турками в Мітилені, Гумберт відновив утримувану християнами нижню частину Смірни. Наступні п'ять років Климент VI намагався домовитися про перемир'я з турками, які тримали Смірну в постійній облозі з суші.
Смірна залишалася в руках християн до 1402 року.

## Перший похід (1344-1345)

### Підготовка
Перший хрестовий похід на Смірну був ініційований Климентом VI. Папу турбували приморські анатолійські емірати, що промишляли піратством і нападами на християнські судна. У 1330-1340-х роках основна загроза виходила від правителя Айдиногуллари Умура, що базувався в захопленій ним 1329 року Смірні. Климент спробував організувати проти Умура повномасштабну військову експедицію. На початку свого понтифікату в травні 1342 року новообраний папа написав з цього приводу дожу Венеції. 10 червня венеційці дали відповідь папі. За їх інформацією, Умур Айдиноглу мав флот з 200 або 300 суден, зокрема багатьох великих галер. На думку венеційського Сенату, для боротьби з еміром Айдина було б достатньо 30 озброєних галер і 60 транспортних суден для 1200 вершників з кіньми, 6000 солдатів і 7200 веслярів.
2 листопада 1342 року латинський патріарх Константинополя Генріх Асті привіз до Венеції лист папи з пропозицією приєднатися до ліги, в яку на той момент папі вдалося залучити християн з острівних держав, що перебували в найбільшій небезпеці: Гуго IV, короля Кіпру, і госпітальєрів з Родосу. 11 січня 1343 року венеційський сенат пристав на пропозицію папи, оскільки піратська діяльність Умура безпосередньо зачіпала венеційські інтереси в східному Середземномор'ї. Економічні причини походів на Смірну називали і сучасні подіям хроністи. Два італійських джерела вказували основною причиною походу побоювання з приводу торгівлі. Анонімний римський літописець повідомив, що Умур почав стягувати податки з венеційських купців. Історик з Ріміні, Марко Баттальї (пом. 1376/78) висловив припущення, що хрестовий похід вівся «через угоду про зерно, що існувала між венеційцями і турками, і через грабежі турків, які вони здійснювали тиранічно». Справді, айдиніди не дотримувалися торгової угоди з Венецією, підвищували мита і скоротили експорт зерна.
Венеційці зобов'язалися спорядити чверть від загальної кількості галер (6 із 25). Сенат запропонував, щоб ця флотилія служила або в літні місяці протягом трьох років, або ж один повний рік. У липні 1343 року почалася розробка планів кампанії. До походу приєдналася також Генуезька республіка. Климент VI звернувся і до інших правителів з надією, що вони так чи інакше візьмуть участь у поході або його підготовці: 8 серпня 1343 року він надіслав листи королеві Неаполя Джованні, князю Ахеї Роберту і їхнім різним родичам. 16 вересня 1343 року папа звернувся з проханням надати галери до володаря Наксоського герцогства Джованні Санудо, володаря Тіноса, Міконоса і частини Негропонте Джорджино Гіна, регентші двох третин Негропонте леді Бальзане далле Карчері.
31 серпня 1343 року Климент офіційно призначив Генріха Асті своїм легатом і головою військово-морської ліги. 30 вересня 1343 року опубліковано папську буллу Insurgentibus contra fidem, що надавала папське благословення хрестовому походу і санкціювала його проповідь по всій Європі. Учасникам і спонсорам походу папа надавав такі ж індульгенції, як і хрестоносцям, які визволяли Святу Землю. Загальна кількість галер була трохи меншою, ніж передбачалося спочатку: всього було споряджено не 25, а 20 галер для флоту ліги. Чотири з них надав папа, шість — Венеція (одна з венеційських галер була повністю споряджена спадкоємцями Нікколо Санудо), шість галер дали госпітальєри і чотири — Кіпр. Мартіно Дзаккаріа, звільненого 1337 року з полону в Константинополі, призначено капітаном папських галер, Петро Дзено командував венеційськими суднами, а капітан Конрад Піккамільйо — кіпрськими.

### Початок походу. Перемоги латинян

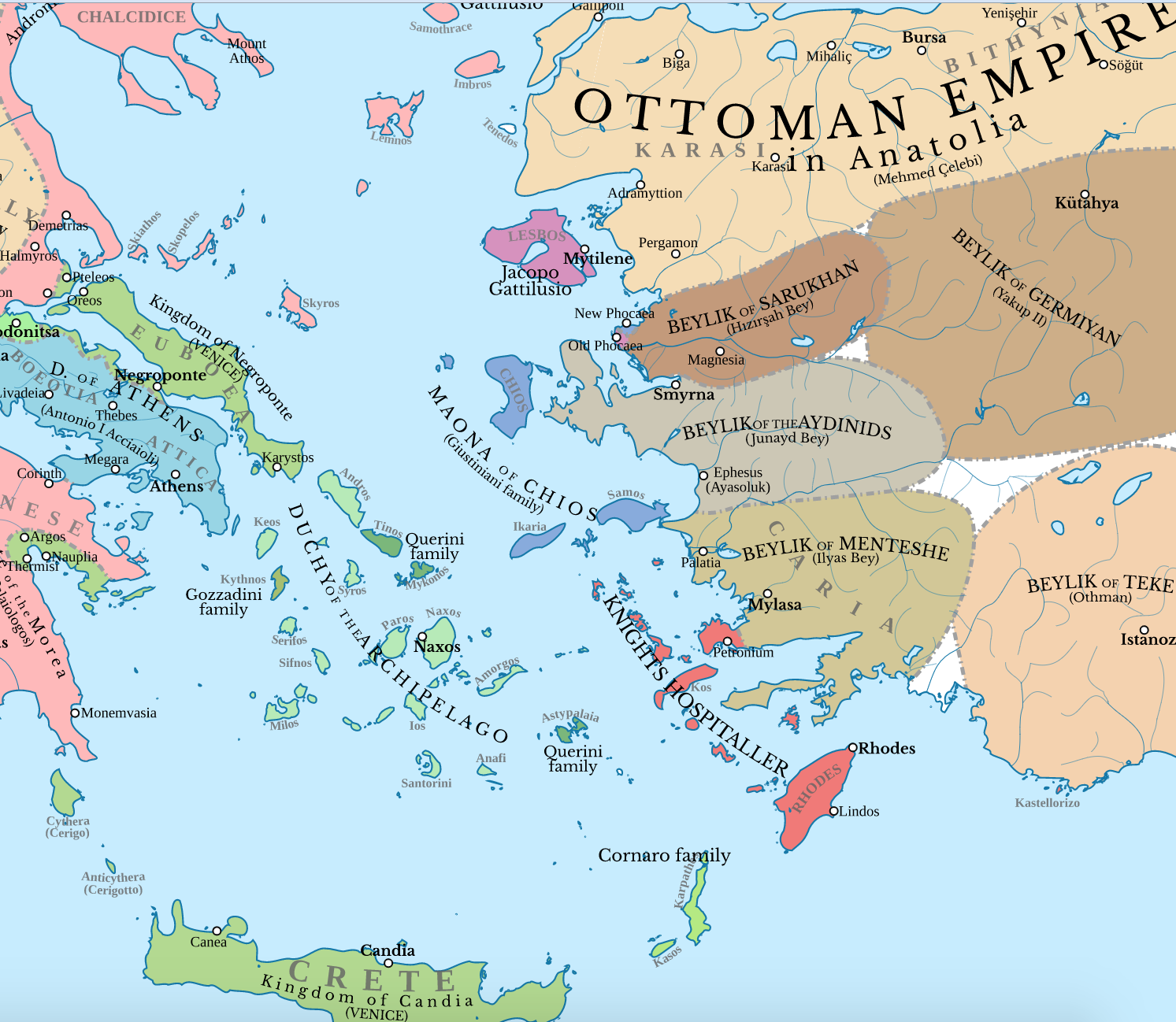
Балкани і Мала Азія в епоху Хрестових походів на Смірну

Навесні 1344 року після 3 років і 11 місяців підготовки флот ліги вийшов у похід. На початку кампанії (у травні) хрестоносці здобули значну перемогу в гавані Палліні на західній частині півострова Халкідіки, знищивши більше 50 суден Умура. За словами Іоанна Кантакузина, латинський флот з 24 кораблів атакував 60 суден Умура в гавані і захопив їх. Війська Умура врятувалися, висівши на землю, а латиняни розібрали їхні кораблі і спалили їх. Цей бій описує і падуанець Гульєльмо Кортузі (1285-1361), який датує його 13 травня 1344 року. За словами автора, християнський флот «спалив і потопив п'ятдесят два турецьких судна» . Ще один, але малоправдоподібний, опис бою міститься в хроніці швейцарського хроніста Йоганна Вінтертурського, який називає втрати — 300 християн і 18 000 загиблих з турецької сторони. Завершився похід успішним нападом на Смірну: хрестоносці змогли захопити гавань і цитадель порту 28 жовтня 1344 року.
Візантійський історик Никифор Григора і османський поет і історик Енвері писали, що напад латинян на Смірну був повною несподіванкою для Умура. Іоан Кантакузін з Дідімотейхо повідомив йому в листі про небезпеки, але лист прийшов, коли галери ліги вже увійшли в бухту Смірни. У цей момент брати Умура були у від'їзді зі своїми військами, а сам Умур не мав достатніх сил, щоб відбити напад, і латиняни змогли вибити турків з прибережної фортеці. Потім хрестоносці встигли закріпитися у фортеці до прибуття братів Умура з підкріпленням. За словами Григори, хрестоносці не змогли розвинути успіху, оскільки «франки» вважали, що можуть використовувати турків з Егейського анатолійського узбережжя, але цього не сталося. Іван Кантакузін, зі свого боку, стверджував, що хрестоносці не змогли розвинути свій успіх і просунутися далі, оскільки після того, як латиняни захопили гавань і фортецю, Умур опирався їм, наскільки міг.
У підсумку, попри те, що християнам вдалося захопити гавань Смірни і нижню фортецю, верхнє місто і Кадифекале (Акрополь) залишилися в руках Умура. Земля, розташована між двома замками міста, лежала в руїнах, так що між тюрками на горі та латинянами внизу був «лабіринт покинутих будинків». Хрестоносці жили в атмосфері майже щоденної загрози. Таке положення зберігалося протягом всього часу перебування латинян у місті. Як описав ситуацію італійський літописець: «Християни тримали одне невелике місце, яке називається Смірна, на березі моря». Климент так схарактеризував поточний стан у листі Гумберту II (дофіну В'єннському) — за словами понтифіка Генріх Асті і християни міцно закріпилися в нижньому замку і гавані Смірни; турки не нападають на них, а християни не можуть взяти Акрополь.
Цілком ймовірно, що хрестоносці забезпечили безпеку гавані й кораблів, оточивши цю область новими укріпленнями, оскільки Анонімна римська хроніка повідомляє, що венеційці збудували велику стіну перед широким ровом, що веде до моря. Автор хроніки також написав про захоплення в полон Мустафи, одного з капітанів Умура, який напав на венеційські галери. Володіння гаванню було важливим для латинян і не менш важливим для Умура. Влада і багатство Айдиногуллари були значною мірою обумовлені здатністю його правителя здійснювати рейди в Егейське море. Умур жив переважно завдяки данині й піратській здобичі. Обмеження його доступу до моря позначалося на процвітанні його емірату.

### Кінець походу. Смерть його лідерів
Згідно з «Дустурнаме», поемою Енвері, армія Умура обстрілювала хрестоносців, використовуючи требушети, деякі з яких побудували ремісники з емірату Еретни і з Африки. Ці машини знищили деякі з суден хрестоносців і вбили багатьох людей. Численність армії Умура підтверджується одним західним описом, згідно з яким до Умура стікалися багато мусульман з інших еміратів Малої Азії. У відповідь на бомбардування християни почали зустрічні атаки проти сил Умура. Одну успішну вилазку латинян, під час якої знищено облогові знаряддя, описав Енвері.

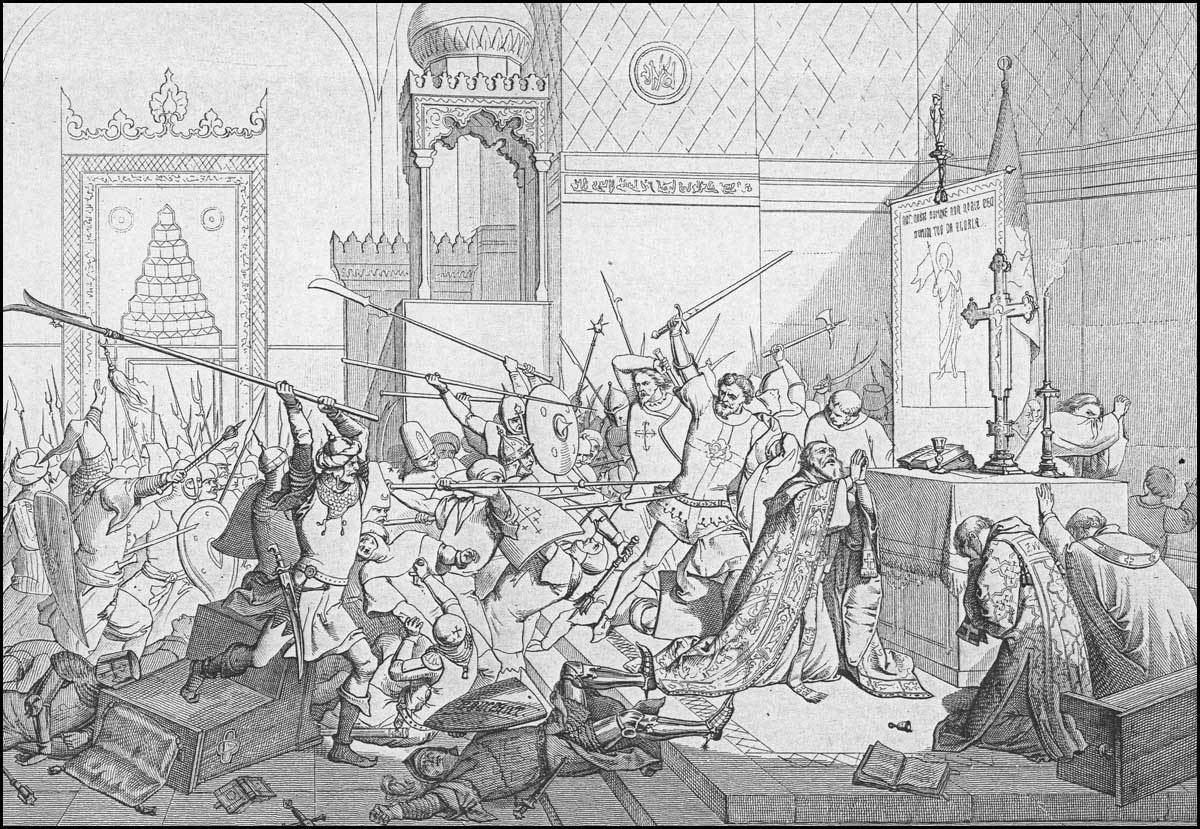
Смерть патріарха Генріха Константинопольського і П'єтро Дзено. Джузеппе Гаттері, 1860

За однією з версій, саме під час такої вилазки 17 січня 1345 року армія хрестоносців зазнала катастрофічної поразки, коли лідери хрестового походу (Генріх Асті, Мартіно Дзаккаріа і П'єтро Дзено) були вбиті людьми Умура. Смерть лідерів згадується в численних латинських, турецьких і грецьких джерелах, у хроніках і листах.
За іншою версією, 17 січня 1345 року Генріх Асті вирішив, попри попередження Дзено і Дзаккаріа, провести месу в зруйнованому будинку, який, на його думку, був собором. Покинута церква Святого Іоанна, місце служіння давніх єпископів Смірни, стояла між гаванню і акрополем. Дзаккаріа та інші лідери походу заперечували проти масового виходу за стіни міста, однак Генріх Асті як представник папи і лідер походу наполіг на своєму. За версією більшості джерел, Умур несподівано з'явився зі своєю армією, коли хрестоносці були відвернені службою і молитвами. У супроводі всіх своїх братів (Хизира, Сулеймана, Ібрагіма і Іси) він увірвався до собору. Більшість латинян, побачивши турків, відступила до фортеці в гавані. В подальшій різанині лідерів хрестового походу Генріха Асті, Мартіно Дзаккаріа і П'єтро Дзено було вбито.
За третьою версією, переказаною анонімним римським літописцем нібито зі слів свідка, після проповіді Генріх Асті, одягнений у багаті шати і в супроводі інших лідерів хрестоносців, здійснив вилазку в бік турків. Через його необачність всіх лідерів було вбито.
Голову Мартіно Дзаккаріа відрубали і принесли Умуру. Самі турки, за словами пізанського торговця Піньоля Зуккелло, також зазнали великих втрат: Умур і його брат Хизир були поранені, а їхній брат Ібрагім Бахадур - убитий.

## Другий похід (1345-1348)

### Підготовка

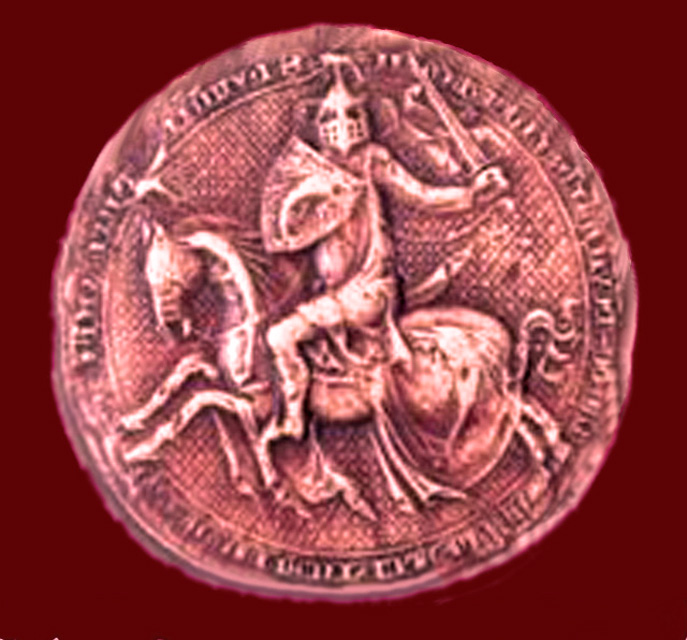
Печатка Гумберта

Після смерті 17 січня 1345 року лідерів хрестового походу війська Айдинідів постійно нападали на прибережну фортецю Смірни, намагаючись вибити з неї хрестоносців. Це спонукало папу розпочати організовувати ще одну експедицію проти Умура. Згідно з Джованні Віллані, коли про складне становище хрестоносців стало відомо на Заході, 400 чоловіків із Флоренції, близько 350 з Сієни і ще багато з Тоскани і Ломбардії вирушили на схід через Венецію «за рахунок Церкви і папи». В середині січня 1345 року Климент VI написав Гумберту, дофіну В'єннському, і запропонував взяти хрест для допомоги хрестоносцям у Смірні. Гумберт послав у Авіньйон до папи свого посла Гійома де Руана із зустрічною пропозицією. Дофін обіцяв спорядити армію з 300 осіб і 1000 лучників і утримувати своїм коштом п'ять галер, якщо папа зробить його командувачем походу. В разі швидкої відповіді папи дофін обіцяв відплисти 24 червня. Однак папа не бажав довіряти командування Гумберту. Переговори затяглися, і наприкінці квітня 1345 року Гумберт сам вирушив до Авіньйона. Від 2 до 8 травня Гумберт щодня обідав з Климентом VI в товаристві кардиналів і посланців, і в підсумку згоди було досягнуто. З цього приводу від 23 до 29 травня «було велике свято, оскільки дофін взяв хрест» (лат. fuit magnum festum, quia dalphinus recepit crucem). Прийнявши хрест 26 травня, Гумберт отримав з рук папи шовковий прапор хрестового походу. Відплисти він повинен був до 2 серпня, а папа до цього часу повинен був повідомити своїх капітанів за кордоном про призначення командувача.
Гумберт почав готуватися до своєї експедиції: він найняв трьох шкіперів на строк від чотирьох місяців і чотири судна в Марселі. Три галери були новими, четверта — в хорошому стані, кожне з суден мало бути повністю озброєним і готовим перевезти 200 осіб. Галери мали бути готові до відплиття в останній тиждень липня. Вартість кожного судна склала 650 флоринів на місяць, і перші два місяці були заздалегідь оплачені дофіном за договором, засвідченим у францисканському монастирі. Крім того, Гумберт поклявся весь час, поки діє союз проти турків, або ж принаймні три роки утримувати свиту зі 100 лицарів і зброєносців. Для оплати своїх витрат Гумберт наклав щорічний збір у розмірі майже 50 000 флоринів на замки Дофіне. Кожен лицар провінції, що мав трьох коней, повинен був заплатити 12 флоринів на місяць, а двох коней - 7 флоринів, 200 лицарів Гумберт був готовий зарахувати до себе на службу. Приблизно за два тижні до відправлення з десятини, зібраної для хрестового походу, Гумберт отримав 5000 флоринів, а його дружина Марі 1000. За день до запланованого відплиття, 1 серпня 1345 року, Гумберт представив папі тридцять чотири клопотання щодо своїх привілеїв.
Хоча в травні і червні 1345 року венеційський сенат неодноразово обговорював необхідність негайної допомоги госпітальєрам у Смірні, венеційці хотіли мінімізувати збиток своїй торгівлі на островах. Гумберт повідомив Джустініано Джустініані, венеційському послові при папському дворі, про свої плани вирушити на схід через Венецію; повідомивши про це сенат, Джустініані отримав 5 липня відповідь, що ситуація на Сході вимагає прискорення підготовки і початку походу. 18 липня папа відправив до правителів північних італійських громад листи, просячи їх сприяти Гумберту. 3 вересня в'єннський дофін відплив з Марселя і 24 жовтня прибув до Венеції.
Згідно з Анонімною римською хронікою, незадовго до прибуття Гумберта в Смірну, венеційці відправили посольство в Айдин, щоб домогтися перемир'я і спробувати отримати Смірну мирним шляхом. Умур, вислухавши пропозицію послів, нібито заявив, що не боїться християн, поки існують гвельфи і гібеліни. На думку історика М. Карра, ця історія малодостовірна. Проте, приблизно в цей час венеційці охололи до ідеї хрестового походу і не проявляли великої в ньому зацікавленості.

### Початок походу
Флот хрестового походу відплив у напрямку Смірни з Венеції тільки в листопаді 1345 року (12 листопада або близько того) і досяг синьорії Негропонте до Різдва того ж року. Там до нього приєдналися шість галер ліги: чотири папські, одна — госпітальєрів і одна з Венеції. В Негропонте Гумберт залишався наступні шість місяців, перш ніж вирушити в Смірну. Весь цей час у листуванні він обговорював з папою свої майбутні кроки. 18 грудня Климент писав Гумберту, що той повинен допомагати генуезьким галерам, що захищають колонію Кафи в Криму, оточену з 1343 року татарами, але тільки якщо зможе це зробити, не поставивши під загрозу положення лицарів у Смірні. Після того, як цей план дій відхилили, було обговорено другий план: використання острова Хіос як бази операцій. Для цього Климент почав перемовини з візантійським імператором, однак будь-які надії на використання Хіоса зникли, коли генуезький командувач Сімоно Віньозо з'явився в Негропонте і захопив Хіос перш, ніж флот Гумберта міг прибути на острів. Ця подія датується 8 червня або травнем 1346 року. Після цього Климент навіть погодився призупинити відлучення, накладене на Каталонську компанію протягом трьох років, сподіваючись на використання каталонців у Смірні. На додаток папа повідомив у листі, що він буде закликати Венецію і Кіпр продовжувати підтримувати флот Католицької ліги.
Анонімний літописець Пістої розповідає про одну битву Гумберта з турками, яка відбулася нібито в лютому після його прибуття до Негропонте. В цьому описі Гумберт на шляху з Венеції розташувався табором на Лесбосі, де провів п'ятнадцять днів, а потім зіткнувся з силами турків числом 1500 осіб і 26 суден. За словами літописця, Гумберт з армією в 2300 піхотинців і 70 кавалеристів переміг турків і спалив їхні кораблі. В оповіді дофін пізніше стратив 150 турецьких ув'язнених, серед яких «барона» на ім'я Мухаммад, після того, як вони відмовилися зректися своєї віри. Однак ця битва навряд чи відбулася, оскільки не згадується в листуванні між Гумбертом і папою. Згідно з листуванням першої половини 1346 року, Гумберт не вчиняв активних дій під час свого перебування на Негропонте.

### Хрестоносці в Смірні
В цілому похід досягнув своїх цілей. На початку лютого 1346 року Гумберт здобув перемогу над флотом Умура в Мітилені (Лесбос). У червні 1346 року хрестоносці прибули до Смірни. Джерел про дії Гумберта в Смірні мало, і лише римський літописець дав деякі деталі. За його словами, Гумберт прибув не більше ніж з 30 лицарями: він відновив укріплення в портовій зоні і почав вилазки проти турків, взявши багато полонених. Згідно з «Дустурнаме» і анонімною римською хронікою, приблизно через місяць після прибуття Гумберта дло Смірни відбулася битва між військами дофіна і військами Умура й Хизира. У цій битві загинули деякі франкські лицарі, можливо, колишні родичі Гумберта, і після цієї невдачі Гумберт не залишав гавань, поки не відплив зі Смірни. Інформація з інших джерел частково підтверджує звіти римського літописця й Енвері. Є згадки про одну сутичку, в якій Гумберт переміг турків, але втратив п'ятьох лицарів. Крім того, відомо, що Гумберт в останні місяці літа потерпав від хвороби. Після первинних успіхів настала спека, хрестоносці стали страждати від хвороб і голоду, багато загинули.

### Переговори
Гумберт знову укріпив гавань високими стінами, вежами, брамами і ровами, і, бачачи, що більше нічого не можна зробити, відійшов від Смірни до «своєї країни». Покинув Смірну він приблизно у вересні 1346 року, але відплив не в свою країну, як стверджував римський літописець, а на Родос, де провів зиму 1346/47 років. Звідти він листувався з папою про можливість укладення перемир'я з Айдинідами. Листи досягли Авіньйона в жовтні або на початку листопада, Климент відповів двома листами, датованими 28 листопада. У першому обговорювалися питання фінансів: Климент попередив Гумберта, що завербувати нових хрестоносців не вдасться через війни, що йдуть в Європі. У другому листі Климент погодився з Гумбертом, що «не тільки доцільно, але й абсолютно необхідно приступити до здійснення та вступу в перемир'я [...] найкращим, найпочеснішим і найбезпечнішим з можливих способів», з турками Айдина. Гумберт повинен був обговорити це питання з представниками венеційців, кіпріотів і госпітальєрів і діяти, як вважатиме за потрібне. Однією з умов, висунутих Климентом, було обмеження перемир'я терміном на 10 років. Папа мріяв, що за цей строк війни в Європі припиняться і можна буде планувати новий хрестовий похід. Климент також попередив Гумберта, що всі переговори повинні вестися таємно, «тому що ми не хотіли розкривати їх багатьом або навіть будь-кому з посланців». У подальшому листуванні узгоджувалися деталі бажаних для християн умов перемир'я. І Гумберт, і госпітальєри були готові домовитися з Умуром про мир за умови, що порт Смірни буде знищено, а фортецю — зруйновано. Вони відіслали Клименту VI проєкт перемир'я з Умуром, однак цю угоду так і не було підтверджено папою.

### Останні операції Умура
Умур знову почав здійснювати піратські рейди в Егейському морі, але наприкінці квітня або початку травня 1347 року біля Імброса його флот знову був розбитий хрестоносцями. Ця подія описана у папському листі від 24 червня і в записах критського уряду 21 червня. Християнська флотилія несподівано з'явилася біля Імброса перед флотом Умура зі 118 суден, хрестоносці захопили турецькі кораблі і переслідували турків, які сховалися на острові. Латиняни оточили супротивників і, отримавши підкріплення: «коней, зброю, піхотинців, чоловіків та іншу відповідну допомогу» з Родосу, захопили залишки турків на острові. Попри цю перемогу, підтримка хрестоносців і в Егейському морі, і в Смірні протягом наступних кількох років припинилася. Одним з чинників, що сприяли цьому, був спалах «чорної смерті», однієї з найнебезпечніших і руйнівних пандемій в історії. Зокрема, дуже постраждав від чорної смерті Авіньйон, де, за оцінками, за семимісячний період 1348 року загинуло до половини населення.
Мабуть, після 1347 року Умур більше не виходив у море. На початку 1348 року Іван Кантакузін готував експедицію проти сербського короля Стефана Душана. За словами Григори, Кантакузіно «викликав свого друга Умура з Азії [Малої] з турецькими військами». Умур зібрав велику кінну і пішу армії для допомоги Кантакузіну, але перед відправленням на Балкани він хотів знищити прибережну фортецю Смірни, щоб латиняни, що перебували в ній, не руйнували його землі за його відсутності. Переслідуючи лицарів, що бігли в замок після вилазки, Умур занадто наблизився до укріплень (або ж піднявся на них), «підняв шолом і відкрив обличчя», щоб озирнутися, і стріла влучила йому в лоб. Кантакузіно, як писав Григора, був засмучений як смертю друга, так і тим, що допомога не надійде. Як наслідок, він був змушений скасувати запланований похід у Сербію.

### Договір з Хизиром
17 серпня папа Климент написав архієпископу Смірни і капітану міста, щоб підтвердити отримання їхнього листа, в якому вони повідомляли про смерть Умура. Папа був непохитний у тому, що будь-яке майбутнє перемир'я з Айдином, тепер керованим Хизиром з Ефеса, не має включати знесення фортеці. На щастя для хрестоносців, Хизир був схильніший до компромісів, ніж Умур, і 18 серпня 1348 року укладено проєкт перемир'я між емірами та латинянами ліги. Хизир підтвердив, що він відправить своїх послів до папи для завершення договору і визнає право папи  вносити в договір поправки, які вважатиме за потрібне. Новий правитель Айдина поклявся прийняти будь-які зміни.
У підсумку Хизир погодився:
- надати латинянам половину митних зборів в Ефесі та інших містах Айдина;
- добре ставитися до християн у Смірні;
- дозволити християнським купцям вільно торгувати в Айдином;
- поставити флот Айдина на стоянку;
- утримуватися від нападів на християн;
- карати піратів і корсарів з інших еміратів;
- відновити архієпископам Смірни й Ефеса їхні церкви і забезпечити їм доходи і захист.

Ці поступки свідчать, що Хизир після смерті брата опинився в скрутному становищі.
Посольство Хизира в супроводі Бартоломео з Томарі і Оттавіано Дзаккарії досягло Авіньйона у березні 1349 року, а обговорення договору тривало до початку липня. Коли посли вирушали назад в Айдин, Климент дав їм листа для Хизира, датованого 1 липня 1349 року, в якому повідомив еміру, що до офіційного прийняття перемир'я папі необхідно буде проконсультуватися з венеційцями і кіпріотами, які не були учасниками переговорів, але бей повинен був дотримуватися проєкту договору до Різдва. Однак Айдиніди, уклавши союз з Ментеше, не стали чекати, порушили перемир'я, і загроза латинянам у Смірні виникла знову. У серпні 1350 року військово-морську лігу було офіційно відновлено, але невдовзі почалася війна між Венецією і Генуєю, що, разом з Чорною смертю, призвело до остаточного розпаду антитурецького союзу. Папа Климент, головний організатор захисту Смірни, офіційно розпустив лігу влітку 1351 року і помер 6 грудня 1352 року.

## Підсумки
Головним підсумком хрестових походів на Смірну стало захоплення у першому поході нижнього (портового) замку міста. Цим досягнуто основної мети походів — позбавити Айдинідів морського порту. Знищення флоту Умура і надалі його смерть хоча й не остаточно припинили піратські операції турків, але істотно знизили їх небезпеку. Однак повністю загрозу християнському судноплавству так і не було ліквідовано.